# Gemma Jones
Jennifer Gemma Jones (* 4. prosince 1942 Marylebone, Londýn) je anglická divadelní a filmová herečka. Objevila se ve filmech Rozum a cit (1995), Deník Bridget Jonesové (2001) a Poznáš muže svých snů (2010) od Woodyho Allena. Za svou roli ve filmu Marvellous (2014) získala v roce 2015 Filmovou cenu Britské akademie za nejlepší herečku ve vedlejší roli.

## Mládí
Narodila se 4. prosince 1942 v Marylebone. Její bratr Nicholas Jones je také herec. Navštěvovala Královskou akademii dramatických umění, kde vyhrála zlatou medaili.

## Osobní život
Jejím partnerem byl herec a režisér Sebastian Graham-Jones, s nímž měla syna Lukeho, který je filmovým producentem.

## Kariéra
V roce 1965 se objevila v divadelní společnosti v Nottinghamu jako Aňa ve Višňovém sadu. Známou pro televizní diváky se stala díky hlavní roli v seriálu BBC Kenilworth (1967) jako Královna Alžběta I.
Mimo Británii se proslavila v roce 1974, když hrála Císařovnu Viktorii v televizním dramatu BBC Fall of Eagles, a Louisa Trotter v jiném dramatu BBC, Duchess of Duke Street. V roce 1980 si zahrála roli Porcie v Shakespearově Kupci Benátském. Hrála také paní Dashwoodovou po boku Kate Winslet, Alana Rickmana a Emmy Thompsonové v dramatu Rozum a Cit (1995).
K jejím dalším významným rolím patří paní Fairfaxová v filmu Jane Eyre (1997), Lady Queensbury ve filmu Oscar Wilde (1997),  matka Bridget v Deníku Bridget Jonesové (2001) a Poppy Pomfreyová v Harrym Potterovi a Tajemné komnatě (2002). Tuto roli si zopakovala ve filmech Harry Potter a Princ dvojí krve (2009) a Harry Potter a Relikvie smrti – část 2 (2011). Od roku 2007 do roku 2008 hrála Connie Jamesovou v dramatu Strašidla. V roce 2010 se objevila ve filmu Woodyho Allena Poznáš muže svých snů. V roce 2011 se objevila v seriálu Merlin. V roce 2011 se objevila jako Královna Margaret v Richardu III.
Za ztvárnění matky Neila Bladwina v televizním filmu Marvellous získala televizní cenu Britské akademie za nejlepší herečku ve vedlejší roli.

## Filmografie
| Rok  | Název                                  | Role                 |
| ---- | -------------------------------------- | -------------------- |
| 1971 | Ďáblové                                | Madeleine            |
| 1988 | Paperhouse                             | Dr. Sarah Nicols     |
| 1988 | On the Black Hill                      | Mary Jones           |
| 1995 | Červencová slavnost                    | paní Wainwrightová   |
| 1995 | Rozum a cit                            | paní Dashwoodová     |
| 1997 | Jane Eyre                              | paní Fairfaxová      |
| 1997 | Oscar Wilde                            | Lady Queensberry     |
| 1998 | O.K. Garage                            | paní Wigginsová      |
| 1998 | Teorie létání                          | Anne                 |
| 1999 | Utajený případ                         | Grace Winslow        |
| 1999 | Skrytá tvář ošetřovatelky              | Eunice Pickles       |
| 2001 | Deník Bridget Jonesové                 | máma Bridget         |
| 2001 | Žádné boží zprávy                      | Nancy                |
| 2002 | Harry Potter a Tajemná komnata         | Madam Pomfreyová     |
| 2003 | Rytíři ze Šanghaje                     | královna Viktorie    |
| 2003 | Polibek života                         | Sonia                |
| 2004 | Bridget Jonesová: S rozumem v koncích  | máma                 |
| 2005 | Nepřemožitelné zlo                     | paní Folderová       |
| 2007 | Střelec v ohrožení                     | paní Dayová          |
| 2008 | Good                                   | matka                |
| 2009 | Harry Potter a Princ dvojí krve        | Madam Pomfreyová     |
| 2010 | Poznáš muže svých snů                  | Helena               |
| 2010 | Forget Me Not                          | Lizzie Fisher        |
| 2011 | Harry Potter a Relikvie smrti – část 2 | Madam Pomfreyová     |
| 2011 | Vrtěti ženou                           | Lady St. John-Smythe |
| 2013 | Burn the Clock                         | Becky                |
| 2014 | Teplo domova                           | Maria                |
| 2016 | Dítě Bridget Jonesové                  | máma                 |
| 2017 | Na konci světa                         | Deidre Saxby         |
| 2017 | Masokr: přijetí minulosti              | Davina               |
| 2017 | Gypsy's Kiss                           | Judith               |
| 2017 | You, Me and Him                        | Sue Miller           |
| 2018 | The Egg and the Thieving Pie           | Thelma               |
| 2018 | Patrick                                | Celia                |
| 2019 | Rocketman                              | babička Ivy          |
| 2020 | Amonit                                 | Molly Anning         |